# Gerald Murnane
Gerald Murnane (* 25. února 1939 Coburg) je australský spisovatel irského původu.
Vystudoval katolickou střední školu a navštěvoval kněžský seminář. V roce 1960 se rozhodl církevní dráhu opustit a stal se učitelem. Pak získal titul Bachelor of Arts na Univerzitě v Melbourne a v letech 1980 až 1995 vedl kurzy tvůrčího psaní. Žije v Goroke, je vdovec a má tři syny.
Debutoval v roce 1974 knihou Tamarisk Row. Jeho nejznámějšími díly jsou romány The Plains (1982) a Inland (1988), v nichž se inspiroval krajinou australského vnitrozemí a navazoval na tvorbu Patricka Whitea a Gyuly Illyése. Vydal také knihu povídek Velvet Waters, soubor esejů Invisible Yet Enduring Lilacs, básnickou sbírku Green Shadows and Other Poems a vzpomínkovou knihu Something for the Pain: A Memoir of the Turf, v níž se vyznal ze své lásky k dostihovému sportu a z nechuti k cestování. Murnaneovy knihy vycházejí z dědictví umělecké avantgardy a vyznačují se pomalým tempem, lyrickým jazykem, metafyzickým podtextem, autobiografickými motivy a silnou mírou introspekce.
The New York Times Murnanea označily za „největšího neznámého anglicky píšícího autora“. V roce 1999 mu byla udělena Cena Patricka Whitea a v roce 2018 Literární cena ministerského předsedy. Je považován za vážného uchazeče o Nobelovu cenu za literaturu.